# Porija Neve Oved
Porija Neve Oved někdy jen Neve Oved (hebrejsky פּוֹרִיָּה - נְוֵה עוֹבֵד nebo jen נווה עובד, doslova "Porija - Oáza pracujících", anglicky Poria Neve Oved nebo jen Neve Oved, v oficiálním seznamu sídel Poriyya Newe Oved) je vesnice typu společná osada (jišuv kehilati) v Izraeli, v Severním distriktu, v Oblastní radě Emek ha-Jarden.

## Geografie
Leží v Dolní Galileji v nadmořské výšce 137 metrů na odlesněném hřbetu Ramat Porija, který východním směrem prudce spadá k břehům Galilejského jezera a výtoku řeky Jordán z tohoto jezera. Tímto směrem ze zdejších svahů stékají vádí Nachal Ajiš a Nachal Jachci'el. Na západní straně od vesnice terén klesá o něco volněji do údolí Bik'at Javne'el, kam stékají do povodí vodního toku Nachal Javne'el z blízkosti vesnice vádí Nachal Porija a Nachal Cejdata. Jde o oblast s intenzivním zemědělstvím. Na sever od vesnice pokračuje hřbet Ramat Porija vrchem Har Menor. Dál k severu se na jeho východních svazích rozkládá lesoparkový komplex Ja'ar Švejc (Švýcarský les).
Vesnice se nachází cca 5 kilometrů jižně od města Tiberias, cca 103 kilometrů severovýchodně od centra Tel Avivu a cca 52 kilometrů východně od centra Haify. Poriji Neve Oved obývají Židé, přičemž osídlení v tomto regionu je ryze židovské.
Porija Neve Oved je na dopravní síť napojena pomocí lokální silnice číslo 768, která vede do Tiberiasu. Další lokální silnice číslo 7677 vede k východu, k jezeru, kde ústí do dálnice číslo 90.

## Dějiny

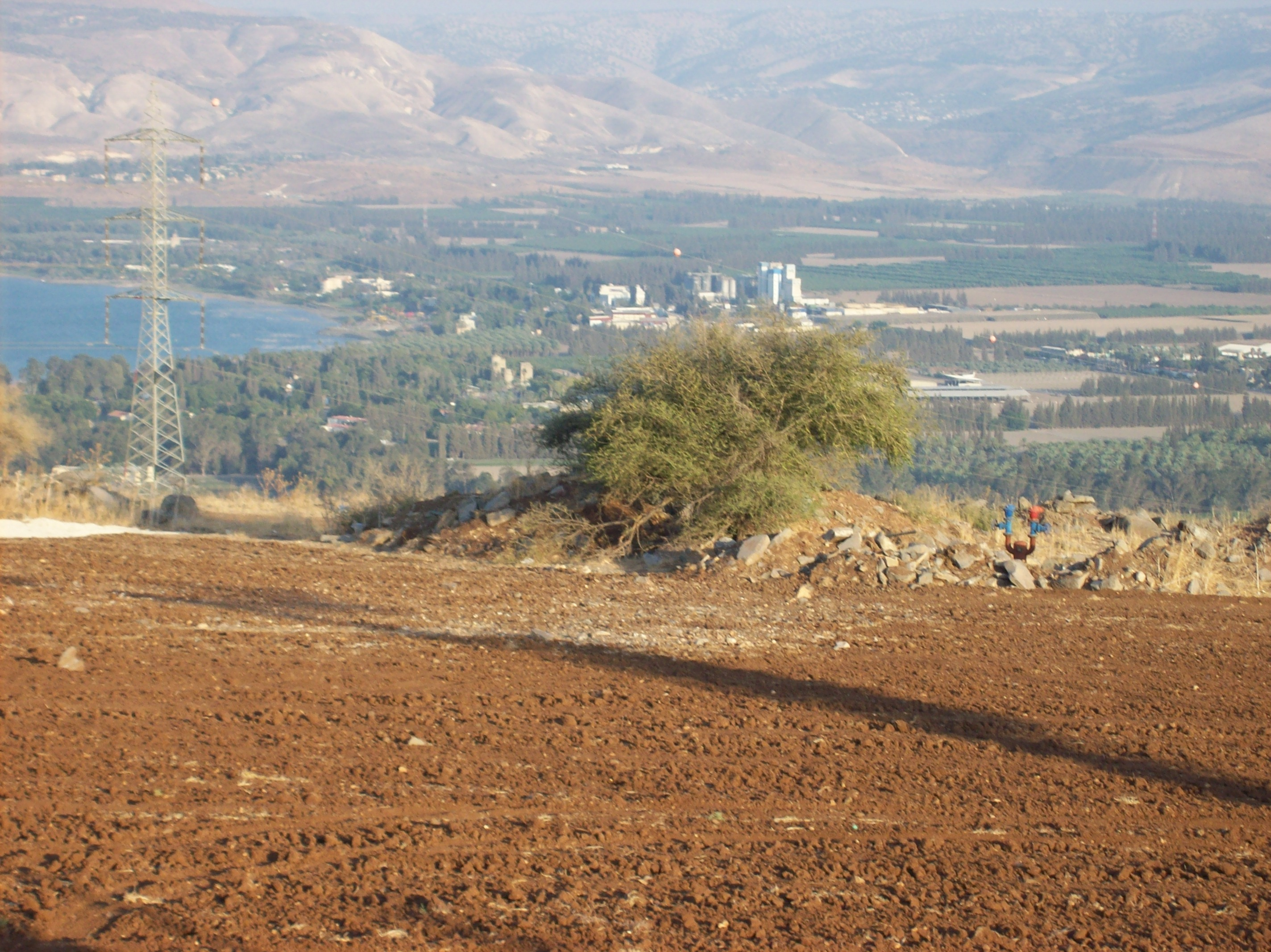
Pohled z výšin v okolí Porije na údolí řeky Jordán

Porija Neve Oved byla založena v roce 1949. Pokusy o osídlení v této lokalitě ale jsou staršího data (viz rozcestník Porija). Poprvé zde vzniklo židovské osídlení pod jménem Porija už v roce 1912. Šlo o první zemědělskou osadu založenou jako součást takzvaného plánu Achuzot, který sionistická organizace zamýšlela jako nový model ekonomického rozvoje Palestiny. Podle tohoto plánu měli zámožní Židé z Evropy a Severní Ameriky investovat do zemědělských osad. Po dobu 10 let by takto zřizované osady podporovali na dálku. Pak by se přistěhovali do Palestiny a již zavedená osada by naopak jim poskytovala zdroj příjmů.
Zpočátku plán fungoval a do rozvoje Poriji přislíbili investovat někteří Židé, zejména z města St. Louis v USA. Práce na poli prováděli pouze Židé pod vedením Šim'ona Goldmana (שמעון גולדמן). Jenže pak začaly osadu stíhat problémy. Akcionáři neposílali včas finanční podporu, vesnice se potýkala s nedostatkem vody a těžké se ukázalo i spoléhání se na ryze židovské pracovní síly.
Během první světové války byly navíc přerušeny zemědělské práce a osada se pak rozpadla.
V roce 1940 se tu usadila nová skupina osadníků, kteří se ale roku 1946 přesunuli na nedalekou lokalitu, kde pak založili vesnici Alumot. Pak sem byla povolána skupina členů židovských jednotek Palmach, kteří zde žili v provizorních a nehostinných podmínkách v následujících letech. Využívali strategickou polohu osady, která disponovala výhledem na celý region Galilejského moře.
Od konce 40. let 20. století se zde usazovali opět soukromí zemědělci a další obyvatelé. Postupně tu vznikl sídelní pás propojených zemědělských usedlostí s jednotlivými centry Alumot, Porija Neve Oved, Porija Kfar Avoda a Porija Ilit. Alumot se od 40. let 20. století vyvíjel samostatně. Ostatní tři vesnice tvořily dlouhou dobu jednu obec. Teprve roku 1991 se osamostatnila Porija Ilit a roku 2004 i Porija Kfar Avoda.
Zakladateli nynější Porija Neve Oved byli židovští přistěhovalci ze severní Afriky, kteří se sem přesunuli z nedalekého přistěhovaleckého tábora (Ma'abara). Ti se sem přesunuli v roce 1953.
Obec připravuje stavební expanzi. Soukromým uchazečům nabízí 63 stavebních pozemků.

## Demografie
Obyvatelstvo Porija Neve Oved je sekulární. Podle údajů z roku 2014 tvořili naprostou většinu obyvatel v Porija Neve Oved Židé - cca 1000 osob (včetně statistické kategorie "ostatní", která zahrnuje nearabské obyvatele židovského původu ale bez formální příslušnosti k židovskému náboženství, cca 1100 osob).
Jde o menší sídlo vesnického typu s dlouhodobě rostoucí populací. K 31. prosinci 2014 zde žilo 1107 lidí. Během roku 2014 populace stoupla o 4,9 %.
| Rok            | 1972 | 1983 | 1995 | 2001 | 2003 | 2004 | 2005 | 2006 | 2007 | 2008 | 2009 | 2010 | 2011 | 2012 | 2013 | 2014 |
| -------------- | ---- | ---- | ---- | ---- | ---- | ---- | ---- | ---- | ---- | ---- | ---- | ---- | ---- | ---- | ---- | ---- |
| Počet obyvatel | 605  | 568  | 766  | 855  | 866  | 890  | 873  | 896  | 931  | 958  | 852  | 909  | 994  | 1023 | 1055 | 1107 |